# Élections générales de 2000 à Gibraltar
Les élections législatives de Gibraltar en 2000 se sont tenues le 10 février 2000 pour élire les 15 membres du parlement pour un nouveau mandat de quatre ans.

## Partis en présence
| Parti | Parti | Idéologie                       | Chef de file                     | Score précédent           |
| ----- | --- | ------------------------------- | -------------------------------- | ------------------------- |
|       | Sociaux-démocrates de Gibraltar (GSD) Gibraltar Social Democrats                                               | Centre droit Conservatisme      | Peter Caruana (Ministre en chef) | 52,2 % des voix 8 députés |
|       | GSLP-Alliance libérale - Parti travailliste-socialiste de Gibraltar (GSLP) - Parti libéral de Gibraltar (LIBS) | Centre gauche Social-démocratie | Joe Bossano                      | 47,6 % des voix 7 députés |

## Résultats

### Par partis
| Parti                    | Parti                                 | Parti                                             | Voix    | %     | +/-   | Sièges        | +/-           |
| ------------------------ | ------------------------------------- | ------------------------------------------------- | ------- | ----- | ----- | ------------- | ------------- |
|                          | Sociaux-démocrates de Gibraltar (GSD) | Sociaux-démocrates de Gibraltar (GSD)             | 67 443  | 58,35 | 6,15  | 8             | en stagnation |
|                          |                                       | Parti travailliste-socialiste de Gibraltar (GSLP) | 29 610  | 25,62 | 17,33 | 5             | 2             |
|                          | Parti libéral de Gibraltar (GLP)      | 17 286                                            | 14,95   | 10,27 | 2     | 2             |               |
| GSLP-Alliance libérale   | GSLP-Alliance libérale                | 46 896                                            | 40,57   | 7,06  | 7     | en stagnation |               |
|                          | Indépendant                           | Indépendant                                       | 1 250   | 1,08  | 0,91  | 0             | en stagnation |
| Total des voix           | Total des voix                        | Total des voix                                    | 115 589 | 100   |       |               |               |
|                          |                                       |                                                   |         |       |       |               |               |
| Total des votants        | Total des votants                     | Total des votants                                 | 14 936  | 100   | –     | 15            | en stagnation |
| Abstentions              | Abstentions                           | Abstentions                                       | 2 938   | 16,44 |       |               |               |
| Inscrits / participation | Inscrits / participation              | Inscrits / participation                          | 17 874  | 83,56 |       |               |               |

### Par candidat
| Nom | Nom                   | Parti | Voix  | Élu ? |
| --- | --------------------- | ----- | ----- | ----- |
|     | Peter Caruana         | GSD   | 8 747 | Oui   |
|     | Bernard Linares       | GSD   | 8 700 | Oui   |
|     | Keith Azopardi        | GSD   | 8 523 | Oui   |
|     | Joe Holliday          | GSD   | 8 404 | Oui   |
|     | Ernest Britto         | GSD   | 8 361 | Oui   |
|     | Hubert Corby          | GSD   | 8 275 | Oui   |
|     | James Netto           | GSD   | 8 250 | Oui   |
|     | Yvette Del Agua       | GSD   | 8 183 | Oui   |
|     | Joe Bossano           | GSLP  | 6 287 | Oui   |
|     | Joseph Garcia         | GLP   | 5 911 | Oui   |
|     | Joseph Baldachino     | GSLP  | 5 897 | Oui   |
|     | Maria Montegriffo     | GSLP  | 5 813 | Oui   |
|     | Reggie Valarino       | GSLP  | 5 808 | Oui   |
|     | Juan Perez            | GSLP  | 5 805 | Oui   |
|     | Steven Linares        | GLP   | 5 727 | Oui   |
|     | Vijay Daryanani       | GLP   | 5 648 | Non   |
|     | Lyana Armstrong-Emery | IND   | 645   | Non   |
|     | Peter Cumming         | IND   | 605   | Non   |